# Веїку
Веїку (грец. Βεΐκου) — район Афін, розташований на південному схилі пагорба Турковунія. Межує із передмістям Афін Галаці.
В районі існує однойменний парк, який вважається одним із найпопулярніших в місті, поряд із Національним садом.